# Spermophilus relictus
Il citello relitto (Spermophilus relictus (Kashkarov, 1923)) è uno sciuride appartenente al genere dei citelli (Spermophilus). È diffuso nell'area di confine all'estremità orientale di Kirghizistan, Kazakistan e Uzbekistan.

## Descrizione
Il citello relitto è relativamente piccolo e raggiunge una lunghezza testa-corpo di circa 23-27 centimetri. La coda è lunga circa 7 centimetri ed è quindi, come in tutti i citelli, significativamente più corta del resto del corpo. Il colore del dorso è un misto di grigio, cannella e giallo paglierino con macchie indistinte. La testa è un po' più chiara e, come il ventre e i fianchi, è grigia e gialla. La coda è bruno-cannella giallastro alla base e diventa più scura verso l'estremità a seconda del colore del dorso; il lato inferiore va dal color cannella al bruno ruggine.
Come tutte le specie del suo genere, ha un unico incisivo a scalpello per emimascella, seguito da uno spazio privo di denti (diastema). Seguono due premolari e tre molari. Al contrario, sulla mascella inferiore vi è un solo premolare per lato. Complessivamente vi sono 22 denti.

## Distribuzione e habitat
Il citello relitto vive sulle montagne occidentali e centrali del Tien Shan e sulle catene montuose periferiche occidentali dell'Alaj del Pamir nell'estremità orientale di Kirghizistan, Kazakistan e Uzbekistan. Mostra una distribuzione allopatrica rispetto a Spermophilus nilkaensis. Dal punto di vista altitudinale si incontra tra 500 e 3200 metri.

## Biologia
Il citello relitto è uno scoiattolo di terra diurno che vive principalmente nelle steppe di montagna e nei prati alpini. Vive in colonie e costruisce tane relativamente semplici, che di solito consistono in un unico corridoio con una camera nido. Gli ingressi delle tane sono vicini tra loro; in estate i citelli utilizzano una tana profonda meno di un metro, mentre il letargo invernale avviene in una camera profonda uno o due metri. Sono animali timidi che si ritirano rapidamente nelle loro tane quando si sentono minacciati. I richiami di allarme sono degli strilli relativamente bassi.
Come gli altri citelli, questi animali trascorrono l'inverno in letargo, che inizia a fine estate ad agosto o settembre e dura fino a febbraio o all'inizio di marzo. La stagione riproduttiva ha luogo in primavera dopo il risveglio. Le femmine danno alla luce una cucciolata di tre-sei piccoli, il cui numero varia a seconda dell'altitudine: le femmine che vivono nelle regioni di alta montagna partoriscono nidiate meno numerose.

## Tassonomia
Il citello pigmeo viene classificato come specie indipendente all'interno del genere Spermophilus, attualmente costituito da 15 specie a seguito di una revisione tassonomica. La prima descrizione scientifica venne effettuata nel 1923 dallo zoologo russo Daniil Nikolaevič Kaškarov a partire da esemplari provenienti dalle gole fluviali di Karabura e Kumyš-Tag nell'Alatau del Talas in Kirghizistan. Il citello del Tien Shan (Spermophilus nilkaensis) veniva originariamente considerato una sottospecie del citello relitto, ma le due forme differiscono sulla base di caratteristiche biomelecolari.
Oltre alla forma nominale, non ne vengono riconosciute sottospecie.

## Conservazione
Il citello relitto viene classificato dall'Unione internazionale per la conservazione della natura (IUCN) come «specie a rischio minimo» (Least Concern). Tale status trae giustificazione dall'areale relativamente ampio e dall'assenza di potenziali minacce che ne mettano a repentaglio la sopravvivenza. In passato questi animali venivano cacciati per la carne e la pelliccia.